# Droga krajowa nr 61 (Polska)
Droga krajowa nr 61 – droga krajowa klasy S oraz GP o długości ok. 338 km, leżąca na obszarze województw mazowieckiego, podlaskiego oraz warmińsko-mazurskiego.

## Historia
Do grudnia 2022 roku trasa ta łączyła Warszawę z Augustowem, równolegle z drogą nr 8 i nie przechodziła przez obszar województwa warmińsko-mazurskiego. Od grudnia 2022 roku, na mocy zarządzenia GDDKiA, zmieniono przebieg drogi i poprowadzono ją przez Ełk, Suwałki do granicy z Litwą w Budzisku z pominięciem Augustowa. Tym samym odcinek trasy z Raczek przez Suwałki do granicy polsko-litewskiej w Budzisku został wyłączony z przebiegu drogi krajowej nr 8 i przypisany do drogi krajowej nr 61.

## Historia numeracji
Na przestrzeni lat trasa posiadała różne oznaczenia i klasyfikacje:
| Numer | Kategoria                                               | Przebieg | Lata obowiązywania                               | Źródło | Uwagi |
| ----- | ------------------------------------------------------- | --- | ------------------------------------------------ | --- | --- |
| 5     | droga państwowa                                         | Warszawa – Szelków – Ostrołęka – Łomża – Świdry – Augustów                                                                                     | 1921 – lata 30.                                  | Ustawa z dnia 10 grudnia 1920 r. o budowie i utrzymaniu dróg publicznych w Rzeczypospolitej Polskiej (Dz.U. z 1921 r. nr 6, poz. 32) | |
| 2     | droga państwowa                                         | Warszawa – Jabłonna – Legionowo – Zegrze – Serock – Pułtusk – Ostrołęka – Łomża – Grajewo – Augustów                                           | lata 30. – 1952                                  | Zygmunt Jaworski, Alojzy Świkla, Mapa samochodowa Polski (stan dróg) 1:1 000 , Tadeusz Musiał, 1939–1940. Brak numerów stron w książce | |
| 11    | • droga państwowa: do 1985 • droga krajowa: od 1 X 1985 | Warszawa – Jabłonna – Legionowo – Zegrze – Serock – Pułtusk – Ostrołęka – Łomża – Grajewo – Augustów                                           | 1952 – 1986                                      | - Mapa samochodowa Polski 1:1 000 , Warszawa: Państwowe Przedsiębiorstwo Wydawnictw Kartograficznych, 1962. Brak numerów stron w książce - Atlas samochodowy Polski 1:500 000. Wyd. IV. Warszawa: Państwowe Przedsiębiorstwo Wydawnictw Kartograficznych, 1965. Brak numerów stron w książce - Samochodowy atlas Polski 1:500 000. Wyd. V. Warszawa: Państwowe Przedsiębiorstwo Wydawnictw Kartograficznych, 1979. ISBN 83-7000-017-7. Brak numerów stron w książce - Mapa samochodowa Polski 1:1 500 000, Załącznik do informatora samochodowo-motocyklowego – rocznik XXVIII, Warszawa: Państwowe Przedsiębiorstwo Wydawnictw Kartograficznych, 1983. Brak numerów stron w książce | wybrane źródła dla czytelności tabeli – każda mapa samochodowa Polski wydawana od lat 60. do 1985 r. przedstawiała drogę państwową nr 11    |
| 61    | droga krajowa                                           | Warszawa – Jabłonna – Legionowo – Zegrze – Serock – Pułtusk – Ostrołęka – Łomża – Grajewo – Augustów                                           | od 14 II 1986 do 27 grudnia 2022                 | - Uchwała nr 192 Rady Ministrów z dnia 2 grudnia 1985 r. w sprawie zaliczenia dróg do kategorii dróg krajowych (M.P. z 1986 r. nr 3, poz. 16) - Samochodowa mapa Polski 1:750 000, wyd. czwarte, Warszawa/Wrocław: Państwowe Przedsiębiorstwo Wydawnictw Kartograficznych, 1987. Brak numerów stron w książce - Polska: atlas samochodowy 1:300 000. Wyd. pierwsze. Warszawa: Polskie Przedsiębiorstwo Wydawnictw Kartograficznych, 1992. ISBN 83-7000-080-0. Brak numerów stron w książce - Polska: mapa samochodowa 1:700 000, wyd. 1, Szczecin: Dom Wydawniczy KOMPAS, 1996–1997, ISBN 83-904373-2-5. Brak numerów stron w książce - Polska: mapa samochodowa 1:700 000, wyd. II Zmienione i poprawione, Szczecin: Dom Wydawniczy KOMPAS, 1997–1998, ISBN 83-904373-3-3. Brak numerów stron w książce - Rozporządzenie Rady Ministrów z dnia 15 grudnia 1998 r. w sprawie ustalenia wykazu dróg krajowych i wojewódzkich (Dz.U. z 1998 r. nr 160, poz. 1071) - Polska: autoatlas 1:300 000, Autoatlas opracowano dla potrzeb Polskiego Koncernu Naftowego ORLEN Spółka Akcyjna, Warszawa: ABW Sp. z o.o., 2001, ISBN 83-915542-0-1. Brak numerów stron w książce - Atlas samochodowy Polski 1:200 000 dla profesjonalistów. Wyd. IX. Warszawa: Dom Wydawniczy PWN, 2017. ISBN 978-83-7705-978-4. Brak numerów stron w książce | • lokalne zmiany przebiegu – obwodnice miejscowości • informacje dla ruchu ciężkiego                                                        |
| 61    | droga krajowa                                           | Warszawa – Jabłonna - Legionowo - Serock - Różan – Ostrołęka – Łomża – Szczuczyn – Ełk – Raczki – Suwałki – Budzisko – GRANICA PAŃSTWA         | od dnia 27 grudnia 2022 r. do 3 kwietnia 2024 r. | Zarządzenie nr 32 GENERALNEGO DYREKTORA DRÓG KRAJOWYCH I AUTOSTRAD z dnia 27 grudnia 2022 r. w sprawie nadania numerów drogom krajowym. | • lokalne zmiany przebiegu – obwodnice miejscowości • Droga ekspresowa s-61 Szczuczyn – Ełk – Raczki – Suwałki – Budzisko – GRANICA PAŃSTWA |
| 61    | droga krajowa                                           | Warszawa – Jabłonna - Legionowo - Serock - Różan – Ostrów Mazowiecka – Łomża – Szczuczyn – Ełk – Raczki – Suwałki – Budzisko – GRANICA PAŃSTWA | od dnia 3 kwietnia 2024 r.                       | Zarządzenie nr 6 GENERALNEGO DYREKTORA DRÓG KRAJOWYCH I AUTOSTRAD z dnia 3 kwietnia 2024 r. w sprawie nadania numerów drogom krajowym | • lokalne zmiany przebiegu • Droga ekspresowa S-61 Ostrów Mazowiecka – Łomża                                                                |

## Dopuszczalny nacisk na oś
Od 13 marca 2021 roku na całej długości drogi dozwolony jest ruch pojazdów o nacisku pojedynczej osi napędowej do 11,5 tony z wyjątkiem określonych miejsc oznaczonych znakiem zakazu B-19.

### Do 13 marca 2021
Droga krajowa nr 61 była objęta ograniczeniami dopuszczalnego nacisku pojedynczej osi:
| Znak | Dopuszczalny nacisk | Odcinek                                                                  | Źródło |
| ---- | ------------------- | ------------------------------------------------------------------------ | ------ |
|      | 11,5 t              | - Warszawa – Jabłonna – Serock - Łomża – Szczuczyn – Grajewo – Augustów  | [ 5 ]  |
| DK61 | 10 t                | Serock (ul. Pułtuska, koniec obwodnicy) – Różan – Ostrołęka – Łomża (63) | [ 6 ]  |

## Szczegóły przebiegu

### Przebieg w Warszawie
Na przestrzeni lat kilkukrotnie zmieniano przebieg drogi nr 61 przez Warszawę:
- 1985[c] – 2015[8]: Wał Miedzeszyński[d] – Wybrzeże Szczecińskie[d] – Wybrzeże Helskie[d] – ul. Jagiellońska – ul. Modlińska[9]
- od 2015: al. gen. Marii Witek – Most Marii Skłodowskiej-Curie – al. płk. Ryszarda Kuklińskiego – ul. Modlińska[8][10]

## Modernizacja
Od końca lat 90. XX wieku trwają prace modernizacyjne drogi na odcinku Warszawa – Pułtusk. Początkowo, w pierwszych latach XXI wieku, powstał już dwujezdniowy odcinek przez Zegrze wraz z mostem na Narwi. 18 grudnia 2007 r. otwarto do użytku obwodnicę Jabłonny. 27 listopada 2008 r. przekazano kierowcom zmodernizowany odcinek arterii między Zegrzem a Jadwisinem. Latem i jesienią 2009 r. wykonano również prace modernizacyjne drogi w Pułtusku – zbudowano dwa ronda, wytyczono zatoki parkingowe. 28 października 2011 r. oddano do użytku obwodnicę Serocka.
Zakończona jest też przebudowa odcinka drogi w Legionowie, od granic Jabłonny do wiaduktu (wiadukt jest przebudowany i poszerzony). Od połowy września do połowy listopada 2013 r. ma trwać remont drogi od wiaduktu w Legionowie do ronda w Zegrzu Południowym, lecz po tym remoncie odcinek pozostanie jednojezdniowy. Po zakończeniu wszystkich inwestycji w Warszawie i w powiecie legionowskim będzie można korzystać z dwujezdniowej trasy od Warszawy aż za Serock. Planowano także budowę obwodnicy Pułtuska o długości 15,1 km, ale jej realizację przewidywano na lata 2011–2013.

## Droga ekspresowa S61
Odcinek od węzła "Ostrów Mazowiecka Północ" do granicy polsko-litewskiej w Budzisku jest częścią drogi ekspresowej S61.

## Miejscowości leżące na trasie 61
- Warszawa (DK7)
- Jabłonna – obwodnica
- Legionowo
- Serock (DK62) – obwodnica
- Pułtusk (DK57, DW571, DW618) – obwodnica w budowie
- Różan (DK60)
- Ostrów Mazowiecka (S8) – obwodnica S8/DK61
- Łomża (DK63) – obwodnica jednojezdniowa S61, druga jezdnia w budowie
- Piątnica Poduchowna (DK64) – obwodnica jednojezdniowa S61, druga jezdnia w budowie
- Kisielnica (DK63) – obwodnica jednojezdniowa S61, druga jezdnia w budowie
- Stawiski – obwodnica S61
- Szczuczyn (DK58) – obwodnica S61
- Ełk (S16, DK16, DK65) – obwodnica S61
- Raczki (DK8) – obwodnica  S61
- Suwałki – obwodnica S61
- Budzisko – granica państwa, kontynuacja jako magistrala A5 na Litwie